# Žandov
Žandov település Csehországban, Česká Lípa-i járásban. Žandov Stružnice, Stvolínky, Volfartice, Úštěk, Starý Šachov, Merboltice, Velká Bukovina, Verneřice, Horní Police és Kravaře településekkel határos. Lakosainak száma 1935 fő (2024. január 1.).

## Népesség
A település lakosságának változását az alábbi diagram mutatja:
| Lakosok száma | 3896 | 3648 | 3159 | 1952 | 2336 | 1892 | 1908 | 1895 | 1917 | 1935 |
|               | 1869 | 1890 | 1921 | 1950 | 1980 | 2001 | 2017 | 2019 | 2022 | 2024 |